# Pietro Tresso
Pietro Tresso (Magrè di Schio, 30 de enero de 1893 – 27 de octubre de 1943) fue un político y antifascista italiano.
Tras el giro estalinista del PCd’I fue expulsado del partido en 1930 como trotskista; estuvo entonces entre los fundadores de la Cuarta Internacional. Fue asesinado en Francia por emisarios de Stalin durante la Resistencia francesa.

## Biografía

### 1915-1920: Primer periodo de lucha política, tesis maximalista
En 1915 Tresso partió para la guerra y en 1917 fue imputado, posteriormente siendo absuelto por insuficiencia de pruebas, por la difusión de los documentos relacionados con la Conferencia de Zimmerwald. Por tales delitos fue también procesado y después condenado Bruno Fortichiari, otro fundador del Partido Comunista de Italia (PCd’I). Justo tras la guerra Pietro Tresso está nuevamente en Schio, donde está muy vivo el desarrollo de las organizaciones proletarias, aunque ya divididas entre simpatías por los reformistas y los maximalistas. Tresso, consecuentemente a toda su acción, toma partido por la corriente maximalista y se convierte en redactor de El Visentin en 1920, así como concejal. Aunque vinculado a la corriente maximalista de Giacinto Menotti Serrati, reflexionando sobre la experiencia de L'Ordine Nuovo, se acerca, sin participar, al planteamiento estratégico del grupo del futuro Partido Comunista de Italia; difiere sin embargo de Amadeo Bordiga en relación con las tesis abstencionistas.

### Militante del Partido Comunista de Italia
En enero de 1921 se afilia al Partido Comunista de Italia abandonando la corriente de los maximalistas. Habiendo sufrido la violencia escuadrista fascista en 1921, se refugia primero en Milán y de allí en Berlín, donde se convierte en colaborador de la revista RGI que se dirige a la Internacional Sindical Roja, estrechamente ligada a la Internacional Comunista. Se ocupa al mismo tiempo de escribir artículos sobre el fascismo y de las necesidades incluso prácticas de los refugiados. Se traslada a Moscú para los trabajos de la Internacional Comunista y de la Internacional Sindical Roja, pero se necesita de su presencia en Italia a causa del arresto de numerosos dirigentes sindicales por parte del régimen fascista. En junio de 1923 se celebra la reunión del Comité Ejecutivo ampliado de la Internacional Comunista, en la que se discute sobre la responsabilidad de Amadeo Bordiga en relación con la situación de la sección italiana de la Internacional Comunista (véase por ejemplo todo el problema de los Arditi del Popolo y del retraso de la formación del Partido Comunista de Italia). Se sitúa así el problema de sustituir a Bordiga y de la creación de un nuevo núcleo dirigente, con el nombramiento de un nuevo Comité Ejecutivo del PCd’I. Se proyecta la dirección de Antonio Gramsci, que sin embargo será encarcelado cerca de dos años después.
La base está irritada por las diatribas internas en el grupo dirigente, al menos así es como se leen las decisiones tomadas en la cúpula en un momento tan trágico para la clase obrera y los revolucionarios: el propio Tresso pasa a ocuparse exclusivamente del trabajo sindical.

### Inicio del exilio
A causa de los episodios de delación es obligado a huir de Italia. En el periodo que va del 3 al 19 de junio de 1929 Tresso está en Berlín como representante del Comité Central del PCd’I ante el XII Congreso del partido alemán, mientras en Moscú es derrotada la oposición de derecha de Nikolái Bujarin y reducida al silencio la oposición de izquierda representada por Karl Radek, Yevgueni Preobrazhenski e Ívar Smilga. Trotski había sido ya forzado al exilio tres años antes, conducido al tren esposado como señal de desprecio.

### Alineamiento del PCd’I a la línea de Moscú
Palmiro Togliatti, líder del PCd’I, se alinea con las tesis de Stalin de modo definitivo. La elección de Moscú recae en gran medida en las decisiones estratégicas del PCd’I, enfrentándose la línea Gallo, nombre de guerra de Luigi Longo, y la línea Blasco, nombre de guerra de Pietro Tresso, que mantendrá en la Resistencia. La línea Blasco es apoyada y estructurada por Tresso, Alfonso Leonetti y Paolo Ravazzoli. Estos constituyen el grupo de los tres, la principal oposición en el interior del PCd’I al grupo estalinista de Togliatti y Ruggero Grieco; sus posiciones son por otro lado poco homogéneas: mientras Tresso tiene simpatías trotskistas, Leonetti y Ravazzoli son más moderados. Ignazio Silone era considerado cercano a los tres y sospechoso de ser en cualquier modo el inspirador. Como consecuencia de la victoria de Stalin en Moscú el 9 de junio de 1930 los tres son expulsados del partido, junto a Teresa Recchia y Mario Bavassano. Poco después será apartado también Silone.

### Adhesión a la Oposición de Izquierda Internacional
Con los compañeros Leonetti y Ravazzoli crea la Nueva Oposición Italiana (NOI) y entra a formar parte de la Oposición de Izquierda Internacional (OPI), de inspiración trotskista; en aquel momento tanto Tresso como los demás se encuentran en Francia. Allí continúan colaborando con la revista trotskista La Verité, que ya ha albergado sus artículos cuando, ya caídos en desgracia en el PCd’I, no podían publicarlos en los periódicos estalinistas. Tras la expulsión se abate sobre ellos una aguda serie de ataques virulentos por parte de los periódicos del PCd’I, a los cuales responden con igual acritud en La Verité. Se adhieren a la Liga Comunista, que reagrupa a la izquierda comunista trotskista francesa, por otro lado muy fragmentada. La propia NOI se resiente de estas divisiones.
La NOI no se sitúa como un partido antagonista al Partido Comunista sino que intenta modificar la táctica, en cuanto la crítica estratégica del estalinismo es todavía incipiente y sobre todo está poco claro lo que está sucediendo en el interior de la Internacional Comunista. Este tipo de orientación se puede observar como precursora de la táctica del entrismo utilizada a menudo por el movimiento trotskista en la segunda posguerra.

### El fin de la Oposición de Izquierda italiana
En París, del 4 al 8 de febrero de 1933, se celebra la Preconferencia Internacional de la OPI, en la cual participan entre otros Leonetti, Tresso y la compañera de este, Barbara Seidenfeld. Se debe preparar la conferencia proyectada para julio de 1933; en el centro de atención está el análisis político internacional sobre la toma del poder de Adolf Hitler. Tresso entra en el Secretariado Internacional, pero las divisiones internas son fortísimas y, tras una expulsión posteriormente retirada del propio Tresso, la NOI es disuelta.

### El periodo de los Frentes Populares y el ingreso en el PSI
Tras diversos altibajos, con el caso Leonetti, con Bavassano y su compañera Teresa Recchia que entran en el grupo juif contrario a la decisión de formar la Cuarta Internacional, y con Ravazzoli que abandona la organización trotskista, tiene éxito finalmente en marzo de 1934 en publicar en Italia el periódico La Verità, cuyo título reclama la soviética Pravda de Lenin y la francesa La Verité. Tal iniciativa es apoyada por Trotski y sectores de exiliados, pero entonces el apoyo de Tresso y Leonetti en Italia es ya muy reducido, también a causa de la campaña denigratoria del PCd’I en sus enfrentamientos. El clima está por otra parte, nuevamente cambiado, tras la política de Frentes Populares, y el acuerdo de unidad de acción entre PSI y PCd’I (agosto de 1935) pone encima de la mesa también para la fracción trotskista italiana la táctica del entrismo, consistente en formar una corriente trotskista en el interior del Partido Socialista, como había sido hecho en Francia en la SFIO en 1934. Tresso entra entonces en el PSI. Es el periodo de la Guerra de Etiopía, que según Tresso presenta la ocasión para una nueva salida revolucionaria. Al contrario, el PCd’I está buscando atraer incluso a franjas de fascistas desilusionados, escribiendo por ejemplo el Apello ai fratelli in camicia nera («Llamamiento a los hermanos de camisa negra»).
En 1936 Tresso participa en la conferencia por la Cuarta Internacional.
El inicio de la Guerra civil española introduce otros dificilísimos problemas. Numerosos militantes trotskistas parten para España a combatir a los nazifascistas, confluyendo parcialmente en el POUM, pero dejando al mismo tiempo desguarnecida la organización local. El PSI se muestra por su parte cada vez más intolerante hacia sus propios militantes trotskistas y las amenazas de expulsión se hacen más serias, para después disminuir a causa de la indignación provocada por el primero de los procesos de Moscú de las purgas estalinistas. Las persecuciones y ataques a los sectores trotskistas perpetrados tanto por los fascistas como por los estalinistas llevaron a diversos militantes de probado compromiso a alejarse de la lucha, entre ellos uno de los dirigentes históricos, Alfonso Leonetti. 

### La Cuarta Internacional y el arresto
En 1938 Tresso participa en la fundación de la Cuarta Internacional trotskista, con sede en Francia. La situación internacional es muy crítica, Stalin asesta duros golpes al movimiento trotskista, con una dura represión en la Unión Soviética y con el asesinato de numerosos militantes en el extranjero. En 1940 Francia es ocupada por los alemanes y el reagrupamiento francés de la Cuarta Internacional sigue las tristes vicisitudes de una formación política antinazi fragmentada y además en zona ocupada: Tresso, buscado por la Gestapo, huye a Marsella tomando contacto con Albert Demazière, responsable político del Comité por la IV Internacional; con el nombre de Julien Pierotti prosigue su trabajo, obviamente clandestino, de reestructuración del Partido Obrero Internacionalista.
Tresso, Demazière y Reboul son arrestados e internados en la cárcel de Le Puy-en-Velay, pero un carcelero militante socialista que trabaja para la Dirección de Operaciones Especiales del Reino Unido (organización estructurada ad hoc para hacer evadirse a los prisioneros antifascistas) organiza la fuga de muchos prisioneros, incluido el grupo de trotskistas recién llegado, con una acción audaz y arriesgada. Tresso es llevado al campo de partisanos Wodli, en el Alto Loira y allí permanece junto a algunos compañeros, a la vista de los demás partisanos.

### La Resistencia en Francia y la muerte
Las noticias del grupo de trotskistas de Wodli se pierden hacia 1944. Solo tras muchos años una versión de su muerte sería reconstruida: Pietro Tresso, Pierre Salini, Abraham Sadek y Jean Reboul habrían sido asesinados por un pequeño grupo de partisanos del campo Wodli, por orden del comandante Giovanni Sosso (capitán Jean), por otro lado uno de los jefes más valerosos del maquis local, sospechoso de estar a las órdenes del servicio secreto estalinista. Esta versión fue corroborada por el estudio de un grupo de historiadores franceses, encabezados por el profesor Pierre Broué, de la Universidad de Grenoble, que a principios de los años 90 entrevistaron a muchos ex partisanos del campo Wodli (varios de los cuales fuertemente autocríticos por aquello en lo que habían, directa o indirectamente, participado). De tal estudio derivó el libro Assassini nel maquis (ed. Prospettiva, 1996).

## Citas
La posición de Pietro Tresso respecto a los trastornos geopolíticos del periodo histórico se manifiestan en las siguientes dos citas de uno de sus trabajos, expresada de modo claro y comprensible a pesar de la dificultad de sintetizar en pocas palabras el complejo argumento tratado:

Es precisamente porque somos todavía jóvenes que nos encontramos fuera de las diversas iglesias. Si nos hubiésemos hecho viejos habríamos escuchado la voz de la experiencia, nos hubiéramos vuelto sabios, como muchos otros habríamos recurrido a la mentira, la hipocresía y la reverencia hacia los diferentes “hijos del pueblo”, pero esto no era posible. ¿Por qué? Porque hemos permanecido jóvenes, y porque estamos siempre insatisfechos de aquello que tenemos, porque aspiramos siempre a algo mejor. Y quien no permanece joven se ha convertido en realidad en cínico; para ellos los hombres y la humanidad no son sino instrumentos, medios que deben servir a sus propósitos personales aun cuando estos objetivos son disimulados bajo frases de orden general. Para nosotros, en cambio, los hombres y la humanidad son la única vía, la verdadera realidad existente.

El desmantelamiento del Imperio austrohúngaro, la creación de una Polonia “independiente”, etc., son un ejemplo. Pero al mismo tiempo, se ha sometido a otros pueblos o fracciones de estos a los estados vencedores y, de tal manera, a aquellos mismos estados que habían surgido en nombre de la independencia nacional. Polonia, por ejemplo, que era una “nación oprimida” bajo el Imperio zarista, se ha convertido por su parte en un Estado que oprime minorías nacionales. Lo mismo puede decirse de Checoslovaquia, etc., etc. Al mismo tiempo, las “naciones” liberada del antiguo centralismo burocrático-militar son estados sometidos, en realidad, a una esclavitud mil veces más dura y peligrosa, la esclavitud del imperialismo moderno. Por ejemplo, los diferentes pueblos que constituían el antiguo Imperio austrohúngaro son estados “liberados”, pero su “liberación” ha significado al mismo tiempo la desmembración de la antigua confederación danubiana, el fin de aquella unidad económica que había nacido y si había desarrollado sobre la base de esta confederación, y la sumisión efectiva de cada uno de estos estados, hoy “libres”, a los banqueros de París, Londres y Nueva York. Otros pueblos, al contrario, no hicieron más que pasar de un patrón a otro. Por ejemplo, los croatas y los eslovenos que, ayer, “gemían” bajo el yugo de la monarquía austrohúngara, maldicen hoy la dominación de la monarquía serbia o aquella, muy cruel, del fascismo italiano.

Pietro Tresso, Marxismo e questione nazionale, 1935.